# Laevilitorina latior
Laevilitorina latior is een slakkensoort uit de familie van de Littorinidae. De wetenschappelijke naam van de soort is voor het eerst geldig gepubliceerd in 1912 door Preston.